# 恩德韋爾 (紐約州)
恩德韋爾（英語：Endwell）是位於美國紐約州布魯姆縣的普查規定居民點。

## 人口
根據2020年美國人口普查的數據，恩德韋爾的面積為9.78平方千米，當中陸地面積為9.70平方千米，而水域面積為0.08平方千米。當地共有人口11762人，而人口密度為每平方千米1,202.66人。